# Elvis: One night with you
Elvis: One night with you (en esp. "Elvis: una noche contigo") es el video sin editar de la jam session de Elvis Presley grabado en junio de 1968 para su posterior inclusión en el programa de televisión conocido como Singer Presents...Elvis  o coloquialmente como  Elvis 1968 Come Back Special. El show acústico se llevó a cabo frente a una pequeña audiencia en los estudios de la  compañía televisiva NBC en Burbank California. El video salió al mercado originalmente en formato VHS en 1985. 
Este segmento acústico improvisado constituyó el primer unplugged televisado de la historia y sentó las bases de lo que se conocería, casi dos décadas más tarde, como MTV unplugged.

## Idea y formato del show
El show acústico informal surgió a raíz de que el productor televisivo Steve Blinder viera a Elvis y algunos de sus músicos amigos como Charlie Hodge, improvisando canciones en el camerino de la NBC donde Elvis se alojaba durante los ensayos para la grabación del programa, tras lo cual incentivó a Elvis a llevar a cabo esa misma clase de jam session ante un público donde ellos básicamente tocarían sentados y podían  improvisar cualquier tema musical. 

### Músicos
- Elvis Presley (Voz, guitarra acústica y eléctrica)

- Scotty Moore (guitarra acústica y eléctrica)

- Charlie Hodge (coros y guitarra acústica)

- D. J. Fontana (Percusión)

- Alan Fortas (coros y percusión)
- Lance LeGault (pandereta) [5]

## Temas
| 1  |  | That's All Right Mama                                            |
| 2  |  | Heartbreak Hotel                                                 |
| 3  |  | Love Me                                                          |
| 4  |  | Baby What Do You Want Me To Do                                   |
| 5  |  | Blue Suede Shoes                                                 |
| 6  |  | Baby What Do You Want Me To Do                                   |
| 7  |  | Lawdy Miss Clawdy                                                |
| 8  |  | Are You Lonesome Tonght? / When My Blue Moon Turns To Gold Again |
| 9  |  | Blue Christmas                                                   |
| 10 |  | Trying To Get To You                                             |
| 11 |  | One Night With You                                               |
| 12 |  | Baby What Do You Want Me To Do                                   |
| 13 |  | One Night With You                                               |
| 14 |  | Memories                                                         |

## Instrumentos musicales
Elvis Presley utilizó durante sus primeros temas, una guitarra acústica Gibson 200 amplificada al igual que la guitarra acústica de Charlie Hodge con micrófonos externos. Luego, para su primera interpretación del tema Baby what you want me to do, Elvis intercambió su guitarra con Scotty Moore, que había llevado para el evento una  Gibson Super 400 CES modelo del año 1963. Debido a que la sesión estaba completamente improvisada, Scoty Moore no le colocó a su Gibson una correa para colgársela a los hombros y por ende cuando Elvis tocó ese mismo instrumento también lo hizo todo el tiempo de sentado manteniendo el concepto original de que la jam session se llevase a cabo en esa manera 

## Vestimenta

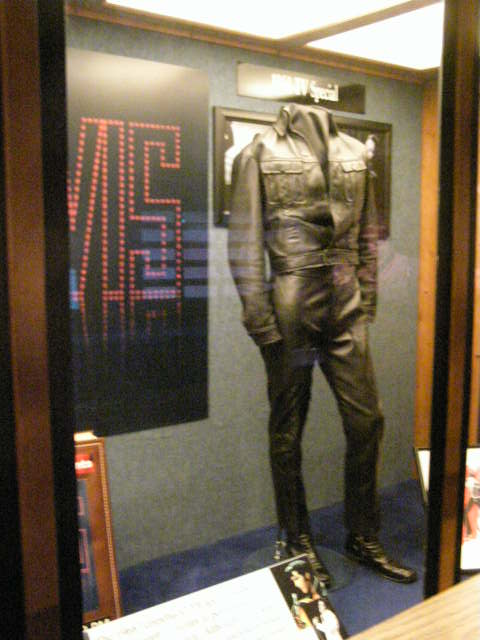
Traje de cuero del show de 1968 de Elvis en Graceland

Elvis lució por primera vez un traje completo de cuero negro ajustado al cuerpo con cuello estilo napoleónico en dos piezas compuestas por una chaqueta y pantalón. Si bien las camperas de cuero estaban asociadas a la clásica estética de los rockers, Elvis solo las había vestido en películas como King Creole  o Roustabout  y no en sus conciertos. 
El traje de cuero negro fue diseñado por el artista Bill Belew a quien Elvis había conocido en los mismos estudios de la NBC. El material y el diseño no eran casuales ya que el equipo de producción de Steve Binder y el mismo Elvis habían decidido que el show televisivo de 1968 fuese un regreso a las raíces más furibundas del rock and roll. En efecto, la imagen de un Elvis vestido con ropa de cuero, arrogante y cantando sus más furibundos rock and rolls y nuevas y poderosas canciones era lo que muchos fanes habían estado esperando ver desde el regreso del cantante de su servicio militar en Alemania. 

## Miscelánea
Con la sola excepción de la guitarra Gibson Super 400 que estaba conectada directamente a un amplificador, el resto de las guitarras acústicas estaban amplificadas con micrófonos externos. D. J. Fontana en lugar de tocar una batería utilizó un estuche de madera de guitarra y palillos para efectuar la percusión como si se tratase de una batería muda, mientras que Alan Fortas hizo lo propio tocando con sus manos la caja de una guitarra a modo de bongó. Lance LeGault acompañó cada tema con una sonora pandereta desde abajo del escenario. 
La guitarra acústica de Elvis, Gibson 200 al igual que el traje que él usara esa noche, hoy en día se encuentran en exhibición en Graceland mientras que Scotty Moore vendió su Gibson Super 400 eléctrica de caja en 1985 en US$ 10.000. 
Luego de algunos temas tocando su guitarra acústica, Elvis le dijo a Scotty de intercambiar sus instrumentos y Elvis procedió a tocar la Gibson Super 400. Su estilo era mucho más rítmico y con más punch, ejecutando el instrumento con marcados riffs y licks con una energía y entusiasmo destacable  a lo cual Scotty señalaría que "Elvis era un buen guitarrista rítmico, quizás no era tan bueno como para comenzar un tema ejecutando una primera guitarra en cada tema o tono pero sí en aquellas canciones que él conocía". 

## Ediciones
El show completo sin cortes fue lanzado al mercado primeramente en formato VHS en 1985, pocos años antes de cumplirse el vigésimo año desde que se había realizado el evento. Posteriormente se editó en DVD e incluso existen ediciones conjuntas en ese formato con el show televisivo que se vio al aire del especial de televisión. 